# Imoz

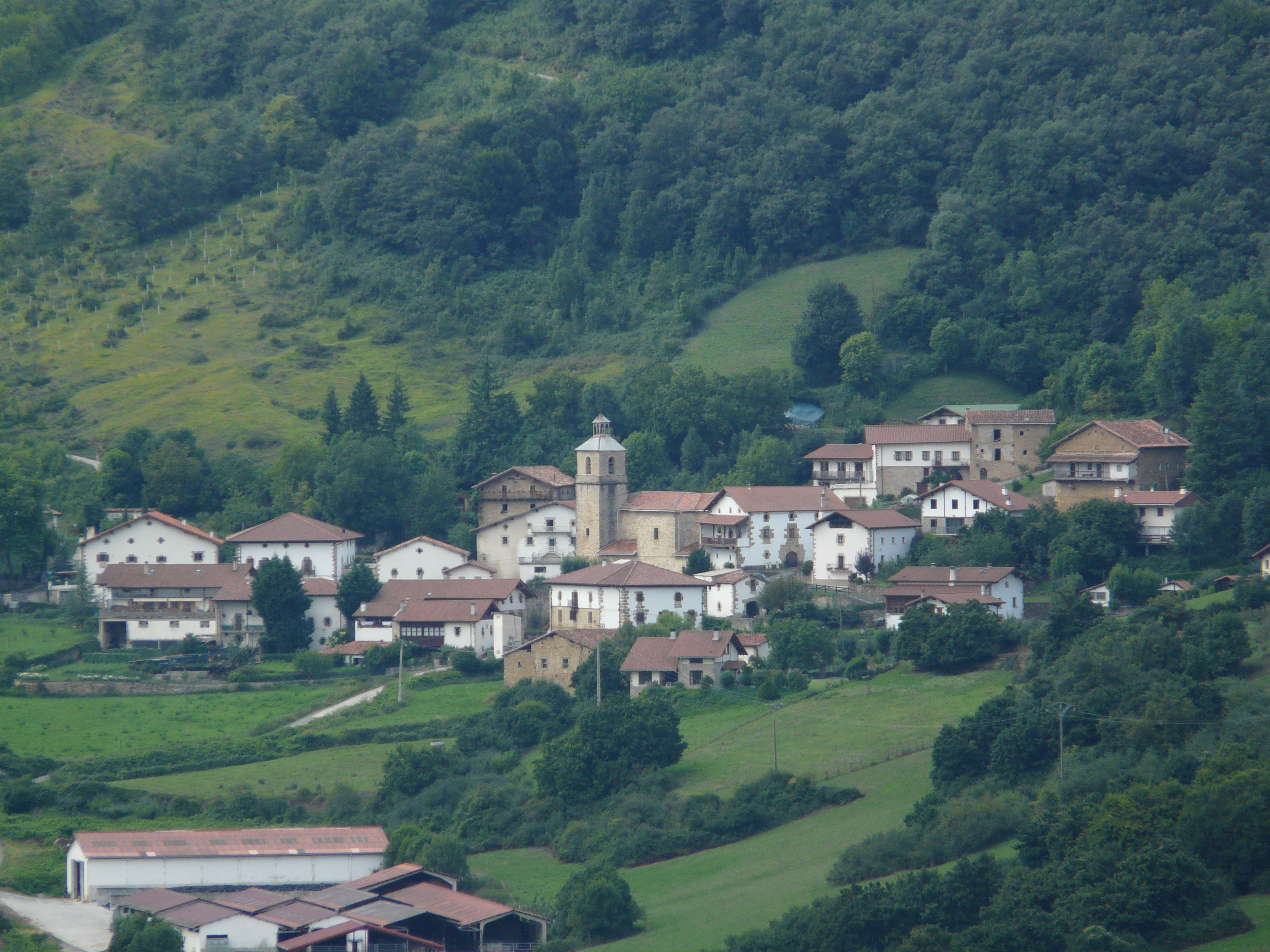
Panorámica de Echalecu

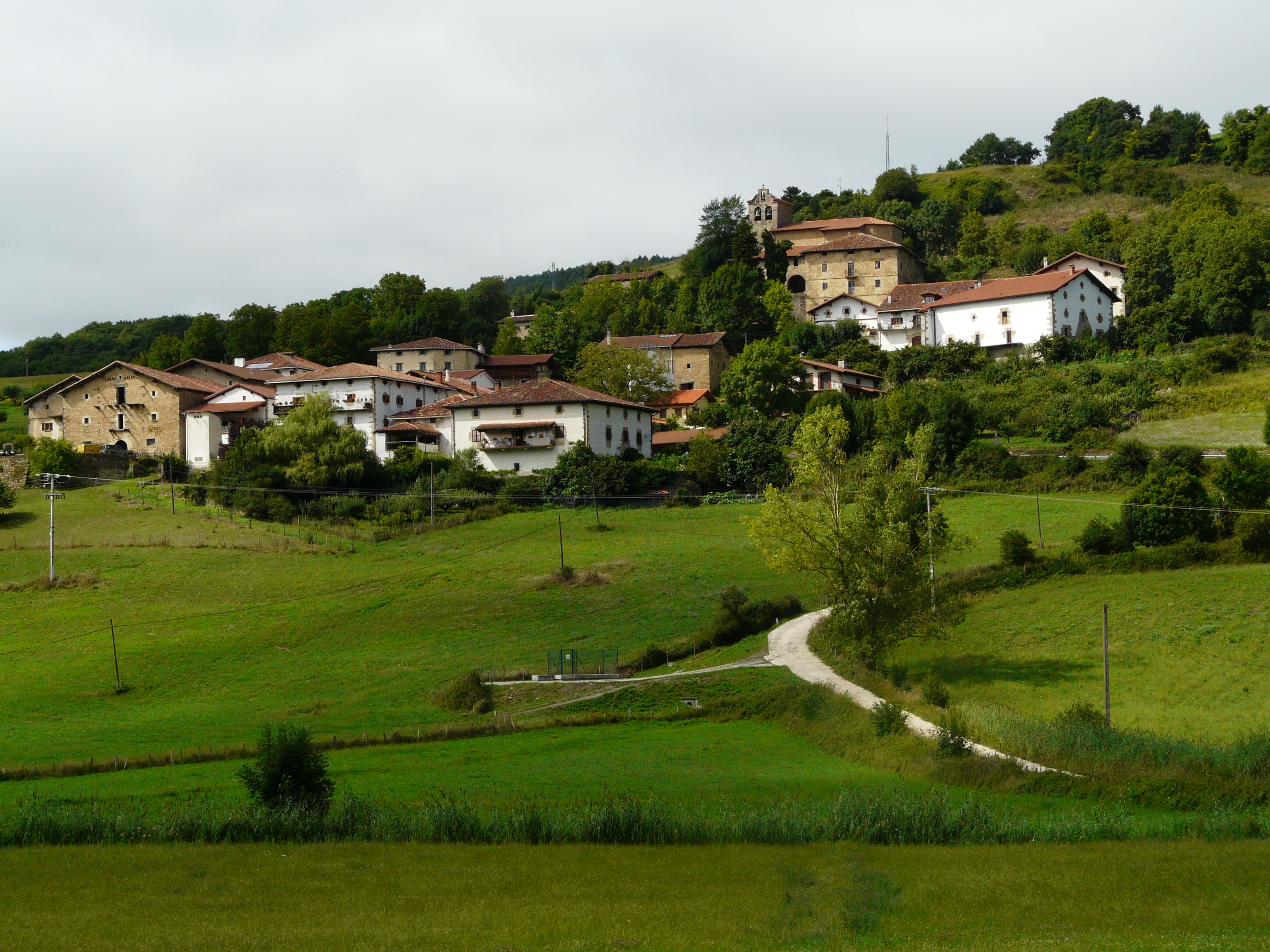
Panorámica de Oscoz

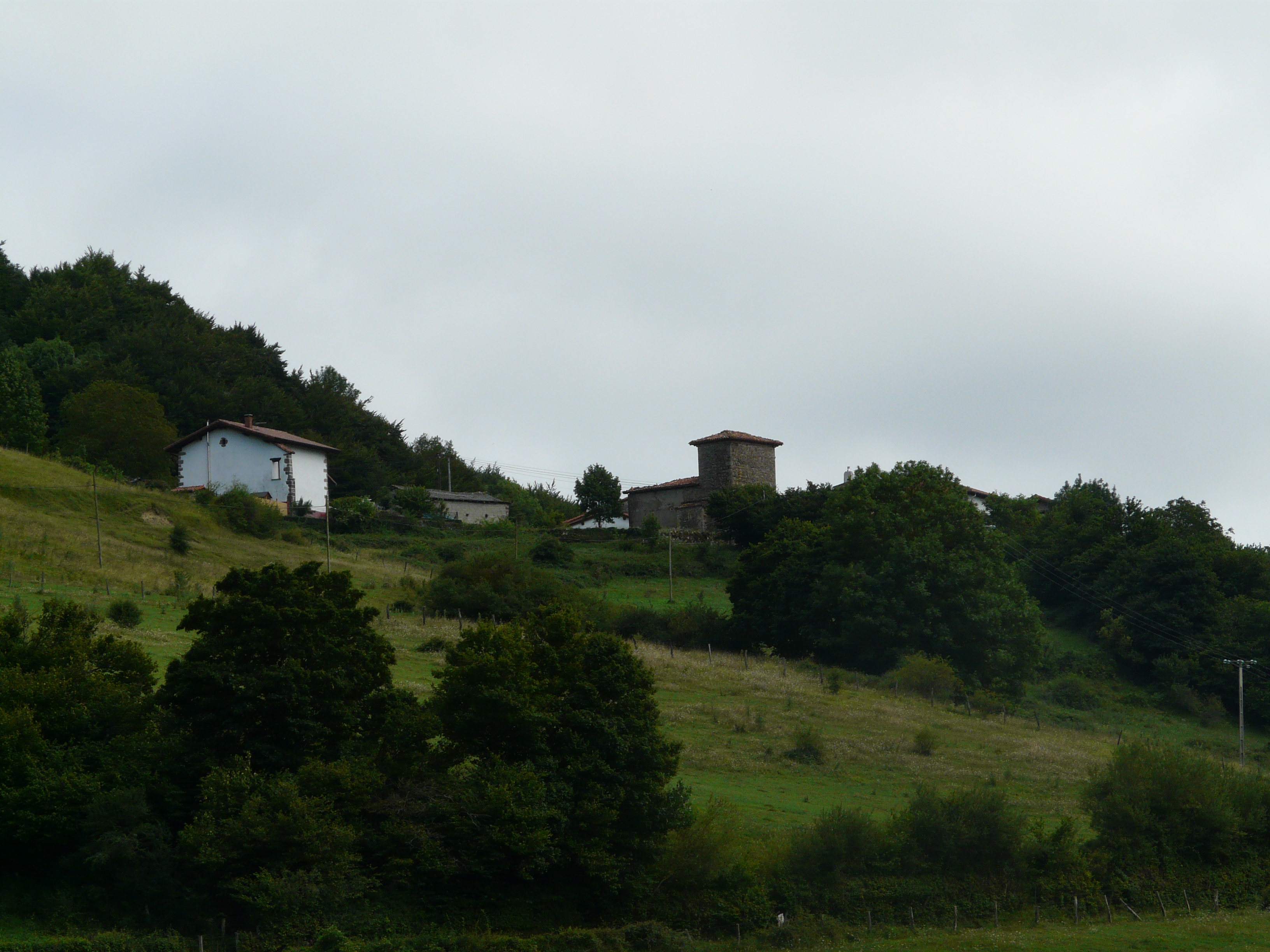
Vista de Zarranz

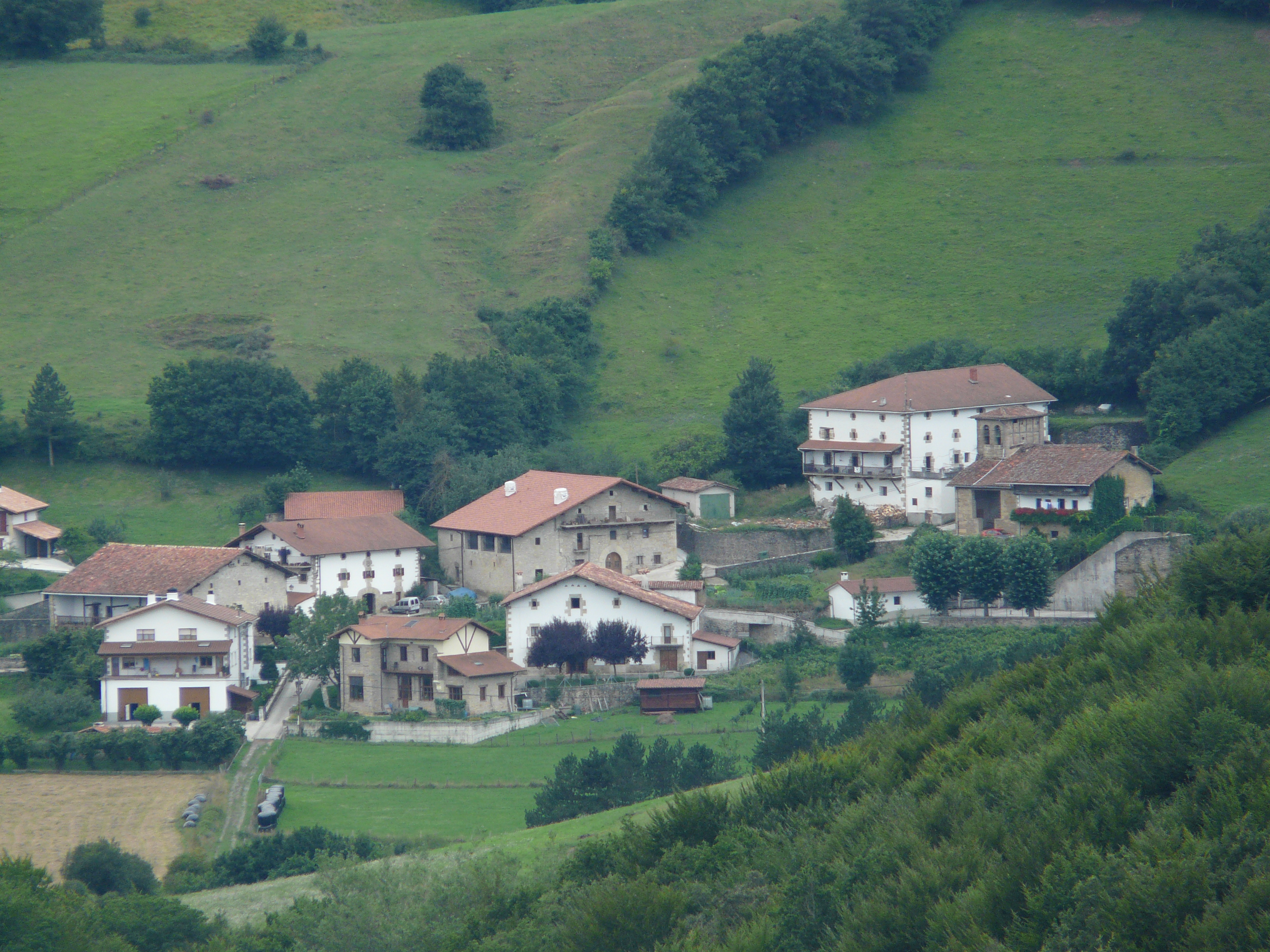
Panorámica de Eraso

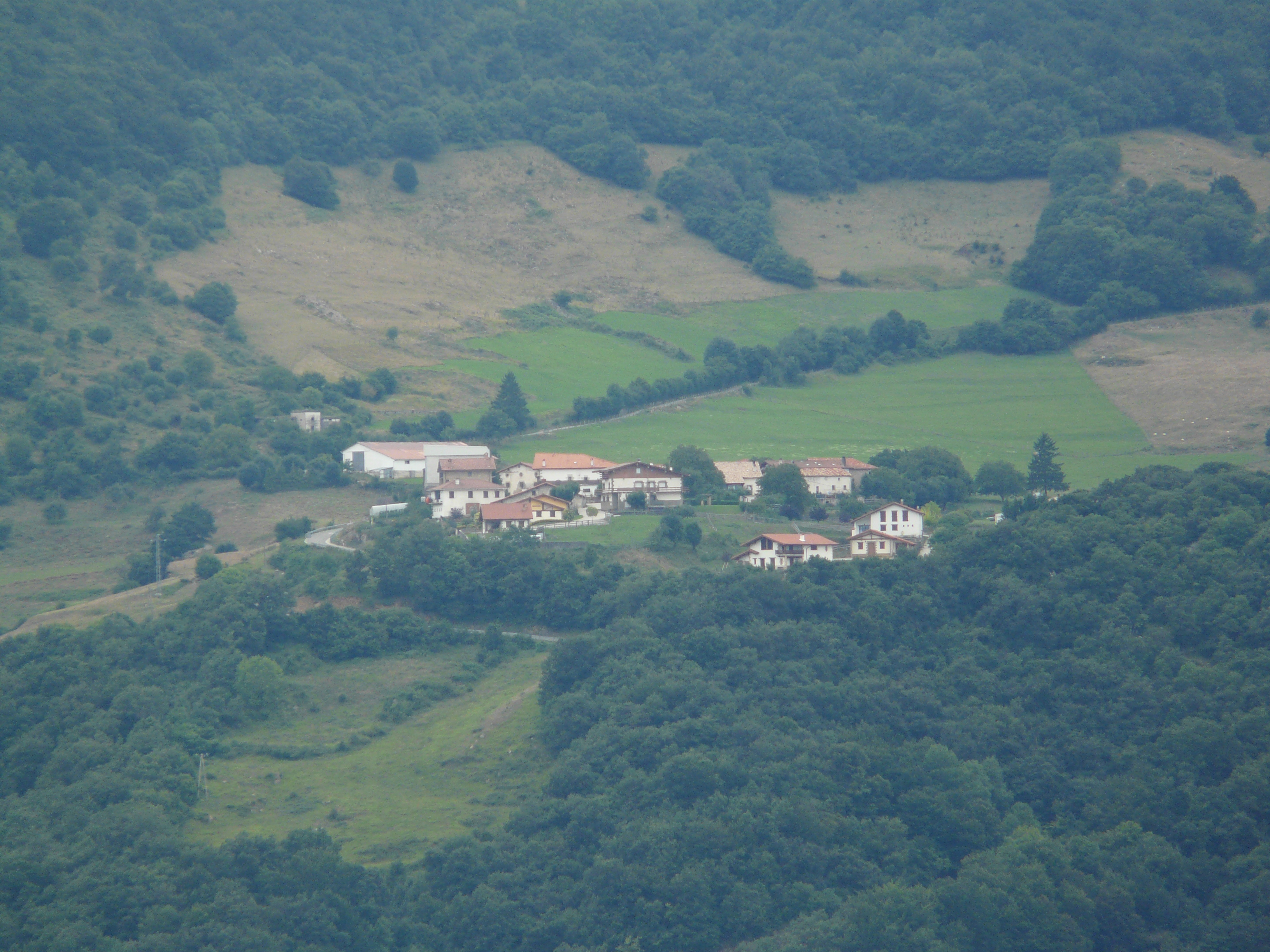
Vista general de Goldáraz

Imoz —más comúnmente Valle de Imoz— (en euskera: Imotz) es un municipio español de la Comunidad Foral de Navarra, situado en la Merindad de Pamplona, en la comarca de Ultzamaldea y a 30 km de la capital de la comunidad, Pamplona. Su población en 2024 fue de 412 habitantes (INE).
El municipio está compuesto por 8 concejos: Echalecu la capital del municipio y también por: Eraso, Goldáraz, Latasa, Músquiz, Oscoz, Urriza y Zarranz.

## Símbolos

### Escudo
El escudo de armas del valle de Imoz tiene el siguiente blasón:

Escudo cuartelado: 1.° y 4.° de azur y una cruz trebolada de oro, que recuerda la antigua insignia del palacio de Echalecu, 2.° y 3.° de oro y un roble de sínople

El roble simboliza la producción principal del valle, los cuales eran muy apreciados para la construcción de la armada real.
Este es el blasón propio del valle, aunque su ayuntamiento ponía en los sellos el escudo de España y en el de su alcaldía aparecía la leyenda: «Alcaldía Constitucional del Valle de Imoz».

## Geografía
El valle de Imoz está situada en la parte Norte de la Comunidad Foral de Navarra dentro de la región geográfica de la Montaña de Navarra, su capital, Echalecu tiene una altitud de 593 m s. n. m. Su término municipal tiene una superficie de 42,4 km² y limita al norte con los municipios de Basaburúa Mayor y Ulzama, al este con el de Atez, al sur con los de Juslapeña, Iza y Araquil y al oeste con el de Larráun.

## Demografía
Imoz cuenta con una población de 412 habitantes (INE 2024).
| Gráfica de evolución demográfica de Imotz entre 1857 y 2021 |
| |
| Población de derecho según los censos de población del INE Población de hecho según los censos de población del INEEn estos censos se denominaba Imoz: 1860, 1877, 1887, 1897, 1900, 1910, 1920, 1930, 1940, 1950, 1960, 1970 y 1981 Entre el censo de 1857 y el anterior, aparece este municipio porque se fusionan los municipios 315085 (Musquiz) y todo el Valle de Imoz |

### Núcleos de población
El municipio se divide en las siguientes entidades de población, según el nomenclátor de población publicado por el INE (Instituto Nacional de Estadística). Los datos de población se refieren a 2014
| Entidad de Población | Población (2014) |
| -------------------- | ---------------- |
| Echalecu             | 114              |
| Eraso                | 44               |
| Goldáraz             | 35               |
| Latasa               | 83               |
| Músquiz              | 36               |
| Oscoz                | 68               |
| Urriza               | 40               |
| Zarranz              | 14               |

## Administración y política

### Gobierno municipal
Elecciones siglos XIX y XX.
| Partido político                                       | 2015  | 2015       | 2011  | 2011       | 2007  | 2007       | 2003 | 2003       | 1999  | 1999       | 1995  | 1995       |
| Partido político                                       | %     | Concejales | %     | Concejales | %     | Concejales | %    | Concejales | %     | Concejales | %     | Concejales |
| Euskal Herria Bildu (EH Bildu)                         | 75,37 | 7          | —     | —          | —     | —          | —    | —          | —     | —          | —     | —          |
| Imoz Elkartuz                                          | —     | —          | 55,79 | 4          | —     | —          | —    | —          | —     | —          | —     | —          |
| Nafarroa Bai (NaBai)                                   | —     | —          | 40,50 | 3          | 51,05 | 4          | —    | —          | —     | —          | —     | —          |
| Agrupación Ind. Nuevo Imotz (AINI)-Elkarte Imotz (EIB) | —     | —          | —     | —          | 45,79 | 3          | —    | —          | —     | —          | —     | —          |
| Eusko Alkartasuna (EA)                                 | —     | —          | —     | —          | —     | —          | —    | —          | 53,73 | 4          | 58,94 | 4          |
| Euskal Herritarrok (EH)                                | —     | —          | —     | —          | —     | —          | —    | —          | 45,01 | 3          | —     | —          |
| Herri Batasuna (HB)                                    | —     | —          | —     | —          | —     | —          | —    | —          | —     | —          | 38,78 | 3          |
| Erasokoak (E)                                          | —     | —          | —     | —          | —     | —          | —    | —          | —     | —          | 0,0   | 0          |

### Elecciones generales
| Elecciones al Congreso de 2016 en Imoz | Elecciones al Congreso de 2016 en Imoz   | Elecciones al Congreso de 2016 en Imoz | Elecciones al Congreso de 2016 en Imoz | Elecciones al Congreso de 2016 en Imoz |
| Logo                                   | Partido político                         | Votos                                  | Porcentaje                             |                                        |
| -------------------------------------- | ---------------------------------------- | -------------------------------------- | -------------------------------------- | -------------------------------------- |
|                                        | EH Bildu (EH Bildu)                      | 72                                     | 32,29%                                 |                                        |
|                                        | Podemos (Podemos)                        | 68                                     | 30,49%                                 |                                        |
|                                        | Unión del Pueblo Navarro (UPN)           | 43                                     | 19,28%                                 |                                        |
|                                        | Partido Socialista Obrero Español (PSOE) | 16                                     | 7,17%                                  |                                        |
|                                        | Geroa Bai (GBai)                         | 16                                     | 7,17%                                  |                                        |
|                                        | Ciudadanos-Partido de la Ciudadanía (Cs) | 6                                      | 2,69%                                  |                                        |

## Personajes célebres
- Andrés Astiz (1863-1924): conocido como el bertsolari de Goldáraz.
- Jesús Erice (1911-1992): misionero claretiano que desarrolló su labor entre los kuna de Panamá. Realizó una importante labor en favor de la lengua kuna.
- Sagrario Alemán (1952): académica de la Real Academia de la Lengua Vasca.